# Pierre du Passage
Pierre François Joseph Marie du Passage est un résistant et un officier général français, un des fondateurs de l'Organisation de résistance de l'Armée (ORA), né le 14 octobre 1905 au Quesnoy-en-Artois (Pas-de-Calais) et décédé le 9 août 1989 à Clamart (Hauts de Seine).

## Biographie
Issu de la famille du Passage, Pierre du Passage est le fils d'Eugène du Passage et de Madeleine du Passage.
Il passe son enfance au Quesnoy en Artois, avant d'entrer en pension au collège des jésuites, congrégation à laquelle appartient le frère de sa mère, Henri du Passage, à Boulogne sur Mer, puis à Poitiers, à Amiens et à Versailles.
En 1925, il est reçu à Saint Cyr, dont il sort en 1927 comme sous-lieutenant. Il est alors affecté au 4e bataillon de chasseurs à pied, à Neuf-Brisach.
En 1929, il est promu lieutenant et obtient son affectation au 7e régiment de tirailleurs marocains ; il sert dans le moyen-Atlas jusqu'en 1933, où il revient en France, à Auch, puis à Belfort.
Il est promu capitaine en 1936, alors qu'il sert à Angers.
En 1939, il suit à Paris les cours de l'Ecole d'Etat-Major, puis rejoint l'Etat-Major de la 14e division d'Infanterie, qui combat en 1940 sur l'Aisne. A l'issue des combats, il est démobilisé à Auch le 10 juillet 1940.
A la fin de 1940, il s'embarque pour la Syrie, où il participe en 1941 à la campagne de Syrie.
Rentré en France en septembre 1941, il obtient un congé d'armistice, de manière à pouvoir circuler sans encombre et, sous l'égide de l'Etat-Major de l'Armée, participer au développement des Groupes d'Auto-Défense (GAD), créés en 1940 par le colonel du Vigier, chef du 3e bureau de l'Etat-major de l'Armée. Il agit sous couvert de ses fonctions à l'Etat-major du département de la Vienne, jusqu'en mars 1942.
En avril 1942, il est chargé du développement des GAD dans la zone Nord.
En vue de la libération future de la France, les GAD ont pour objectif, à court terme, de mettre en place une ossature de commandement en contactant des personnalités sures ayant elles-mêmes pour mission de recruter des combattants. A plus long terme, l'objectif des GAD est d'être à même de tenir en zone occupée des points sensibles en attendant l'arrivée de secours extérieurs, mais aussi de contrer l'action des occupants.
Avec le capitaine Pierre Lejeune, issu de la même promotion que lui à Saint-Cyr, et avec qui il a servi au Maroc, il rencontre à plusieurs reprises le général Giraud.
En novembre 1942, les deux autres responsables des GAD, le capitaine Lejeune et le commandant Guy Grout de Beaufort, rejoignent le général Giraud à Alger, laissant Pierre du Passage seul responsable des GAD.
Quelques mois plus tard, au début de 1943, Pierre du Passage opère la jonction entre les GAD et l'ORA. Il sert désormais au sein de l'ORA comme adjoint au général commandant l'organisation, le général Aubert Frère, arrêté en juin 1943, qui mourra en déportation, puis le général Jean-Edouard Verneau, arrêté en octobre 1943, qui mourra aussi en déportation, puis le général Georges Revers, vivant dans la clandestinité depuis la fin de 1942 et qui survivra à la guerre.
Il mène l'organisation, le recrutement, les parachutages, les liaisons radio avec Londres.
Dans la nuit du 15 au 16 novembre 1943, il est prévu qu'il s'envole en avion pour Londres afin d'y évoquer avec le capitaine Lejeune et d'autres personnalités le développement de l'ORA, et pour suivre des stages SOE ( Special Operations Executive ), délivrés par le War Office britannique.
Quelques jours auparavant, il apprend qu'un autre passager de ce vol sera un certain Morland, alias François Mitterrand, qui achève alors son éloignement de Vichy et son intégration dans la Résistance.
Pierre du Passage se charge de convoyer François Mitterrand en train de Paris à Angers, puis en bicyclette d'Angers à Seiches sur le Loir, où ont lieu l'atterrissage, puis le décollage de l'avion.
Après un séjour à Londres, puis à Alger et à nouveau à Londres, il regagne la France en février 1944. Il ne peut poser le pied sur le sol français qu'à la troisième tentative.
Au printemps 1944, il séjourne dans le sud-ouest de la France, où il doit diriger l'ORA lors du prochain débarquement, mais il est arrêté par la Gestapo lors d'une mission de liaison en juin 1944.
Détenu à Tarbes, puis à la prison Saint-Michel de Toulouse, il y est libéré au départ des allemands, le 19 août 1944.
Il sert à la fin de la guerre dans la 1ère armée, en Alsace, puis face à la Poche de Royan.
Au début de 1945, il est promu chef de Bataillon, puis lieutenant-colonel.
À partir de 1945, il occupe plusieurs postes successifs de commandement et d'Etat-Major, en Autriche, puis en France.
En octobre 1948, il est promu colonel.
Il dirige ensuite en second l'Ecole d'Application de l'Infanterie, à Auvours (Sarthe).
De 1950 à 1952, il commande le 7e régiment de tirailleurs algériens, à Trèves.
Il intègre ensuite l'Etat-major des forces terrestres interalliées, à Fontainebleau.
En 1954 et 1955, il participe à la guerre d'Indochine en commandant une division en Annam, puis comme chef d'Etat-Major du général commandant en chef.
En 1955, il est nommé chef d'Etat-Major du général inspecteur de l'Infanterie.
En mars 1956, il est promu général de brigade.
En 1957, il est nommé en Algérie, adjoint au général commandant la division de Constantine.
Revenu en métropole, il repart pour l'Algérie, où il est nommé à la tête de la division d' Orléansville, tout en y exerçant les fonctions de préfet.
En novembre 1959, il est promu général de division.
A la fin de 1960, pressentant l'éventualité de l'indépendance algérienne et le sort funeste qui attendrait, dans une telle hypothèse, les algériens engagés à son initiative aux côtés de la France, il demande sa mutation en métropole.
Il est affecté à Paris, à l'Etat-Major du général commandant la 1ère région militaire.
Il met fin à sa carrière militaire en démissionnant le jour des Accords d'Evian, en 1962.

## Distinctions
- Commandeur de la Légion d'honneur (1953) ; chevalier en janvier 1940, officier en mai 1945 ;
- Croix de guerre 1939–1945 ;
- Croix de guerre des Théâtres d'opérations extérieurs ;
- Croix de la Valeur militaire ;
- Médaille de la Résistance française (1945) ;
- Commandeur du Ouissam alaouite (Maroc) (1950) ; officier en 1935 ;
- Silver Star Medal (États-Unis).

## Vie privée
Pierre du Passage épouse le 10 août 1942 Nicole de Montalembert de Cers (Poitiers, 2 décembre 1912 – Paris, 31 août 2013), fille d'Anatole de Montalembert de Cers, chevalier de la Légion d'honneur, et de Simone de La Rochebrochard. Dont cinq enfants.